# Friedenskapelle (Neuruppin)

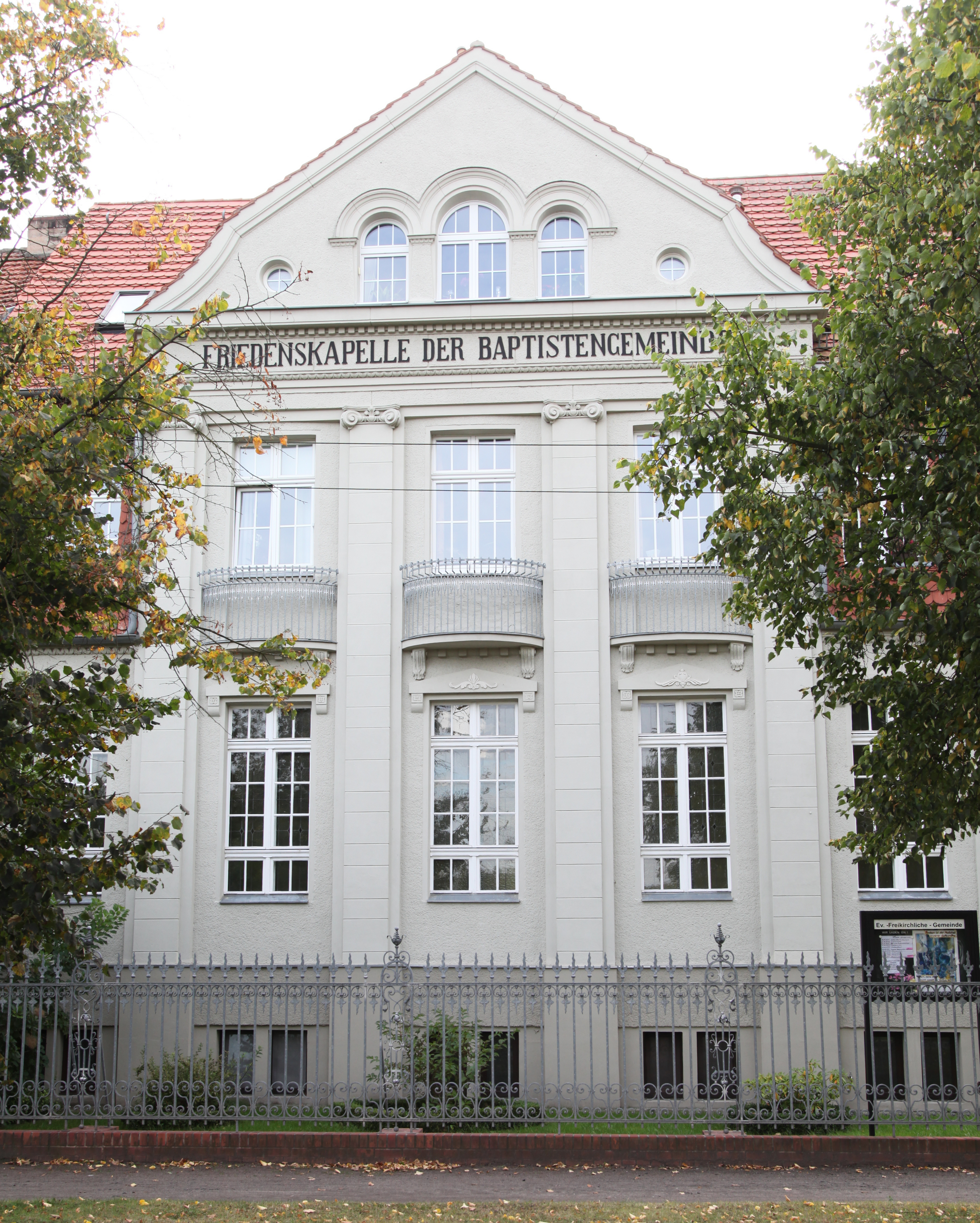
Frontfassade der Gebäudes (2012)

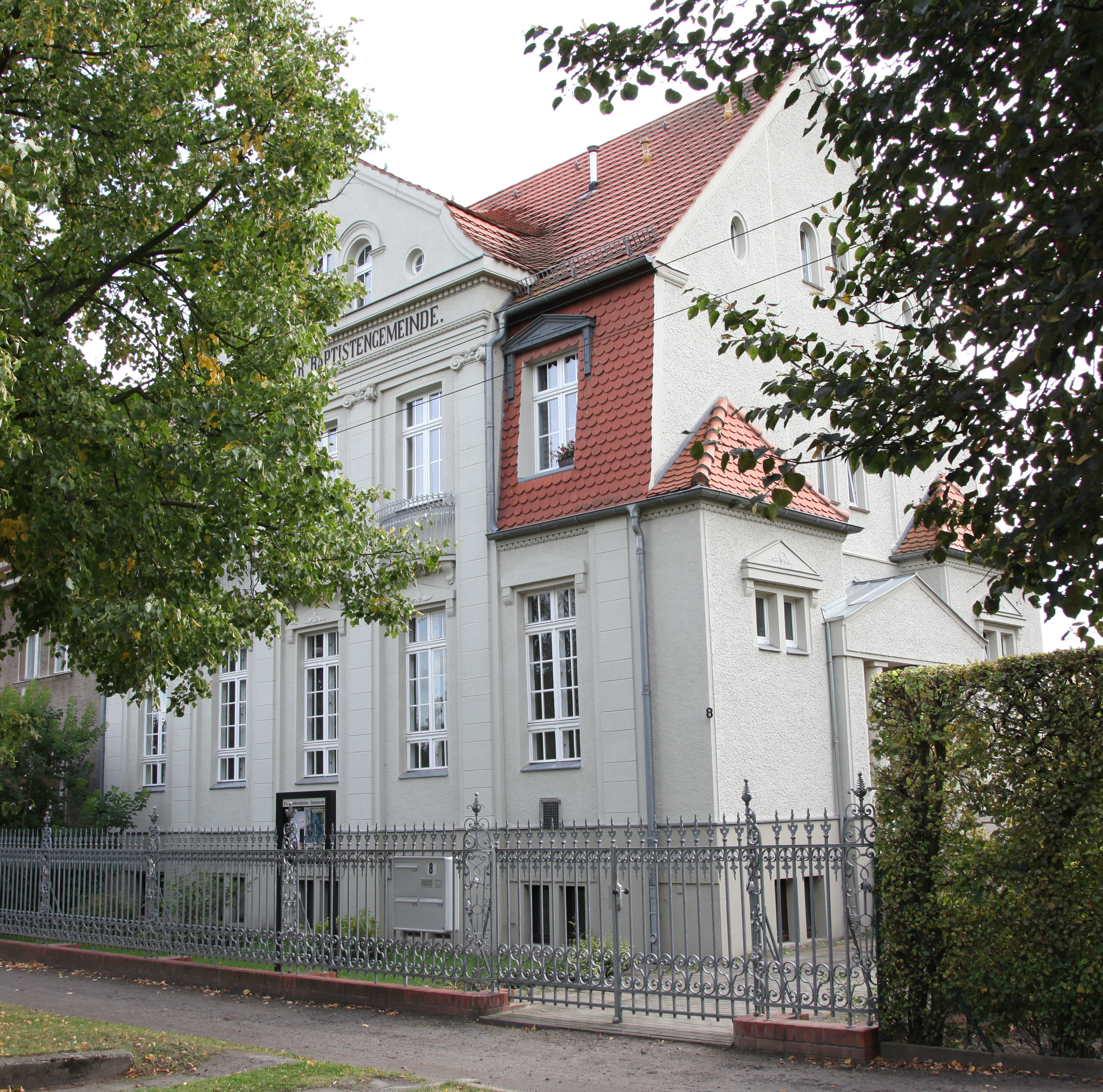
Nördlicher Blick auf das Gebäude mit Einfriedung (2012)

Die Friedenskapelle in Neuruppin im Brandenburger Landkreis Ostprignitz-Ruppin war bis Juli 2025 die Kirche und das Gemeindehaus der örtlichen Baptistengemeinde. Das Gebäude steht unter Denkmalschutz.

## Geschichte
Erste regelmäßige Andachten von Baptisten fanden ab 1863 in Neuruppin statt, zu diesem Zeitpunkt noch in Privathäusern. Die offizielle Gründung einer Gemeinde erfolgte erst 1911. Drei Jahre später begann die Gemeinde mit dem Bau im Osten der Altstadt, in der heutigen Ernst-Toller-Straße (ehemals Moltkestraße). Im Jahr 1915 konnte die Friedenskapelle eingeweiht werden.

## Architektur
Es handelt sich um einen zweigeschossigen massiven Putzbau mit Mansardgiebeldach. Die Hauptfassade ist symmetrisch und durch Kolossalpilaster und einen „tempelartig wirkende[n] Mittelrisalit“ strukturiert. Über den Pilastern steht eine Inschrift mit den Worten „FRIEDENSKAPELLE DER BAPTISTENGEMEINDE“. Darüber erhebt sich ein Zwerchhaus mit einer Drei-Fenster-Gruppe. Der Betsaal befindet sich auf der Rückseite des Gebäudes.
Zur Straße hin ist das Gelände durch einen schmiedeeisernen Zaun begrenzt.

## Gemeinde
Die Kirchengemeinde bestand zuletzt aus rund 30 Mitgliedern und war innerhalb des Bundes Evangelisch-Freikirchlicher Gemeinden in Deutschland K.d.ö.R. organisiert. Zum 31. Juli 2025 wurde sie aufgelöst.